# محمد قرحانی
محمد قرحانی (عربی: محمد أحمد قرحاني؛ زادهٔ ۱۰ مارس ۱۹۸۱) بازیکن فوتبال اهل لبنان بود.
از باشگاه‌هایی که در آن بازی کرده‌است می‌توان به باشگاه ورزشی صفا اشاره کرد.
وی همچنین در تیم ملی فوتبال لبنان بازی کرده‌است.